# Госпођа Дели има љубавника
„Госпођа Дели има љубавника“ је југословенски филм из 1973. године. Режирао га је Славољуб Стефановић Раваси, а сценарио је писао Вилијам Хенли.

## Улоге
| Глумац              | Улога |
| ------------------- | ----- |
| Александар Берчек   |       |
| Радмила Радовановић |       |